# Stratheden
Die Stratheden war ein 1937 in Dienst gestelltes Passagierschiff der britischen Reederei Peninsular and Oriental Steam Navigation Company (P&O), das für den Passagier- und Postverkehr von Großbritannien nach Australien gebaut wurde. 1963 an griechische Eigner verkauft, wurde das Schiff 1969 in Italien abgewrackt.

## Geschichte

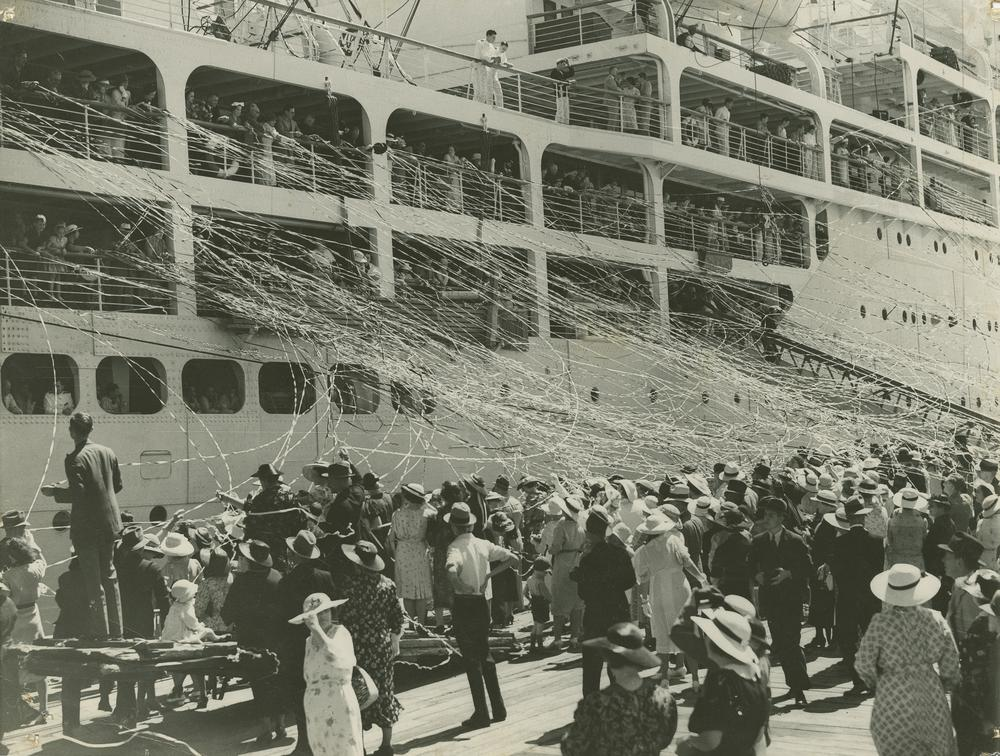
Passagiere winken bei der Abfahrt von den Decks

Die 23.722 BRT große Stratheden war das vierte von fünf Schwesterschiffen, die P&O im Verlauf der 1930er Jahre in Dienst stellte. Die anderen waren die Strathnaver (1931), die Strathaird (1932), die Strathmore (1935) und die Strathallan (1938). Sie waren die bis dahin größten Schiffe in der Geschichte von P&O und wurden erst nach dem Zweiten Weltkrieg von noch größeren Schiffen übertroffen.
Das 202,54 Meter lange und 25,02 Meter breite Schiff entstand wie seine Schwesterschiffe auf der Werft Vickers-Armstrong Ltd. in Barrow-in-Furness. Sie hatte einen Schornstein, zwei Masten und zwei Propeller und wurde von Dampfturbinen angetrieben, die eine Höchstgeschwindigkeit von 20 Knoten ermöglichten. An Bord war Platz für 530 Passagiere der Ersten Klasse und 4500 Passagiere der Touristenklasse. Charakteristisch für die fünf Schiffe waren die gelben Schornsteine und der weiße Rumpfanstrich, durch den sie den Beinamen The White Sisters (dt.: „Die weißen Schwestern“) bekamen. Die Namen der Schiffe begannen jeweils mit der Silbe Strath. Im Fall der Stratheden wurde der Name von einem kleinen Weiler aus dem schottischen Distrikt Fife entlehnt.
Die Stratheden lief am 10. Juni 1937 vom Stapel und wurde am 16. Dezember 1937 fertiggestellt. Am 24. Dezember 1937 lief sie zu ihrer Jungfernfahrt nach Brisbane aus. Von 1939 bis 1945 diente sie wie ihre Schwesterschiffe als alliierter Truppentransporter. Bis auf die Strathallan, die 1942 von einem deutschen U-Boot versenkt wurde, überstanden die White Sisters den Zweiten Weltkrieg. Nachdem die Stratheden in den Jahren 1946–47 wieder instand gesetzt worden war, nahm sie im Juni 1947 ihren Passagierservice für P&O wieder auf.
Am 15. September 1963 lief sie zu ihrer 55. und letzten Überfahrt nach Australien aus. Danach wurde sie zusammen mit der Strathmore an den griechischen Schiffsmagnaten John S. Latsis (1910–2003) aus Piräus verkauft und in Henrietta Latsi umbenannt. Die Strathmore erhielt den neuen Namen Marianna Latsi. 1966 tauschten die beiden Schiffe die Namen. Am 19. Mai 1969 traf der ehemalige P&O-Liner im italienischen La Spezia ein, wo er abgewrackt wurde.